# Interkosmos 16
Interkosmos 16 (Интеркосмос 16 em russo), também denominado de DS-U3-IK Nº 6, foi um satélite artificial soviético lançado em 27 de julho de 1976 por meio de um foguete Kosmos-3M a partir da base de Kapustin Yar.

## Características
O Interkosmos 15 foi o sexto e último membro da série de satélites DS-U3-IK e foi dedicado ao estudo da magnetosfera e a atmosfera superior terrestre. O mesmo estava enquadrado dentro do programa de cooperação internacional Interkosmos entre a União Soviética e outros países.
Foi injetado em uma órbita inicial de 523 km de apogeu e 465 km de perigeu, com uma inclinação orbital de 50,6 graus e um período de 94,4 minutos. Reentrou na atmosfera em 10 de julho de 1979.